# E=mc2 (アルバム)
『E=mc2』（イー・イコール・エム・シー・スクエアド）は、入野自由の4枚目のミニアルバム。2014年2月19日にKiramuneから発売された。初回限定盤と通常盤の2種リリースで、前者にはPVとメイキング映像を収録したDVDが同梱されている。
2014年3月3日付のオリコン週間アルバムチャートで17位を獲得。オリコンデイリーチャートでは2月18日と19日でそれぞれ10位を獲得し、2日連続でデイリーチャートTOP10入りを果たした。

## 収録曲
1. Bing Bing Knight  [3:42]
作詞：TAKESHI、作曲・編曲：宮崎誠
2. Loud! [3:30]
作詞：ellie、作曲：矢吹香那、編曲：前口渉
3. それでもなお [4:47]
作詞・作曲：入野自由、編曲：清水哲平
4. さらば、君よ。 [4:11]
作詞：Satomi、作曲・編曲：酒井ミキオ
5. 日々 [4:06]
作詞：入野自由・只野菜摘、作曲：no_my、編曲：前口渉
6. どこまでも [4:44]
作詞：喜介、作曲・編曲：渡辺拓也

DVD
- 初回限定盤のみに同梱。

1. Bing Bing Knight（PV）
2. E=mc2（メイキング）
3. TRAILER